# Viscount Portman
Viscount Portman, of Bryanston in the County of Dorset, ist ein erblicher britischer Adelstitel in der Peerage of the United Kingdom.

## Verleihung
Der Titel wurde am 28. März 1873 für den liberalen Politiker Edward Portman, 1. Baron Portman geschaffen. Bereits am 27. Januar 1837 war er, ebenfalls in der Peerage of the United Kingdom zum Baron Portman, of Orchard Portman in the County of Somerset, erhoben worden.
Heutiger Titelinhaber ist dessen Nachfahre Christopher Portman als 10. Viscount.
Historischer Familiensitz der Viscounts war Bryanston House, bei Bryanston in Dorset.

## Liste der Viscounts Portman (1873)
- Edward Portman, 1. Viscount Portman (1799–1888)
- Henry Portman, 2. Viscount Portman (1829–1919)
- Henry Portman, 3. Viscount Portman (1860–1923)
- Claud Portman, 4. Viscount Portman (1864–1929)
- Edward Portman, 5. Viscount Portman (1898–1942)
- Seymour Portman, 6. Viscount Portman (1868–1946)
- Gerald Portman, 7. Viscount Portman (1875–1948)
- Gerald Portman, 8. Viscount Portman (1903–1967)
- Edward Portman, 9. Viscount Portman (1934–1999)
- Christopher Portman, 10. Viscount Portman (* 1958)

Voraussichtlicher Titelerbe (Heir apparent) ist der Sohn des aktuellen Titelinhabers Hon. Luke Portman (* 1984).